# Historia de la cartografía
La  historia de la cartografía  abarca el estudio de la producción y uso de mapas, cartas geográficas, globos o esferas, itinerarios y otras obras que fueron elaboradas con la finalidad de representar las relaciones y rasgos de la superficie de la Tierra. Su estudio abarca desde la Prehistoria, hasta nuestros días, Cómo la geografía.
Las primeras historias de la  cartografía fueron escritas en el siglo XV por cartógrafos europeos que presentaban los mapas de su tiempo como la culminación de un largo proceso histórico de perfeccionamiento técnico. Esta visión positivista permaneció en vigor hasta la segunda mitad del siglo XIX. Durante ese tiempo, el interés por los mapas antiguos provino esencialmente de seis colectivos: geógrafos e historiadores, que trataban de extraer información sobre acontecimientos pasados plasmados en mapas; archiveros y bibliotecarios, que buscaban dar a conocer los fondos de sus instituciones, y coleccionistas y vendedores que participaban en un lucrativo negocio.
Desde mediados del siglo XX y, sobre todo, durante la década de los 80's, tuvo lugar un cambio de paradigma en el estudio de los mapas antiguos, sobre todo en el mundo anglosajón. Académicos como David Woodward y J.B. Harley llamaron la atención sobre cuestiones que hasta entonces habían pasado desapercibidas, por ejemplo el estudio de los mapas antiguos como objetos físicos, fruto de cierto proceso de producción; o la inevitable carga ideológica que acompaña a cada mapa y que a menudo no aparece de manera explícita. Este nuevo paradigma cristalizó en el proyecto de una historia monumental de la cartografía, en inglés, cuyo primer volumen fue publicado en 1600 y que actualmente (2024) todavía no ha sido finalizada.

## Los primeros mapas

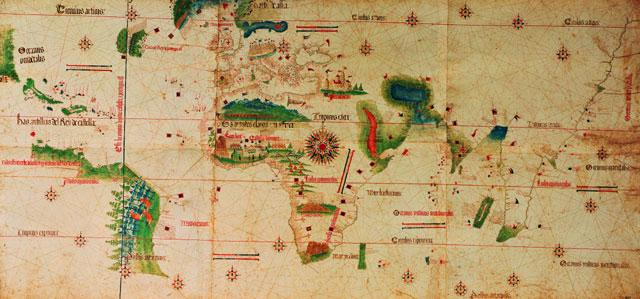
Planisferio de Cantino

Durante el Paleolítico (entre los años -60 000 a. C. y -12 000 a. C.) la humanidad ya era consciente de que algunos fenómenos se repiten en el espacio y en el tiempo (los días, las estaciones, las formas del paisaje). Teniendo en cuenta la necesidad de recordar las rutas relacionadas con la ubicación del agua y la caza, los primeros bocetos se crearon referidos al espacio. Se han encontrado enigmáticas líneas de la ruta a las cuevas, que podrían ser estas representaciones.
La datación del primer mapa conocido es un tema controvertido, ya que la definición de mapa no es inequívoca, y en la creación de mapas se utilizaron diversos materiales. Hay un mural que puede representar una vista de la antigua ciudad de Çatalhöyük en Anatolia (anteriormente conocida como Hüyük Huyuk), fechado en el VII milenio a. C.. Sin embargo esta una tablilla babilónica fechada en el siglo VI a. C. Técnicamente se trata de un diagrama que combina el mapa esquemático central con la descripción de seis islas míticas en medio del océano conectando la tierra con el cielo. El mapa muestra así la conexión entre el mundo mítico tal y como lo conocían los antiguos babilonios, expresado en escritura cuneiforme.
La casa del almirante es una pintura mural en perspectiva oblicua, fechada en el año 1600 a. C., perteneciente a una comunidad costera.
Durante las primeras civilizaciones había la necesidad de dirigir y diseñar el espacio. El antiguo Egipto vivía condicionado por las crecidas del Nilo y necesitaba saber los límites de las propiedades, ya que las marcas de donde llegaba el agua, se borraban en cada crecida.
Se conserva un mapa grabado de la ciudad santa de Nippur (Babilonia) realizado en la dinastía casita (XVI a. C. al XII  a. C.).
Los primeros mapas muestran la Tierra como un continente rodeado de agua. En estas representaciones se toma como referencia al Mar Mediterráneo, que era el punto de embarque de las expediciones.

## Antigua Grecia

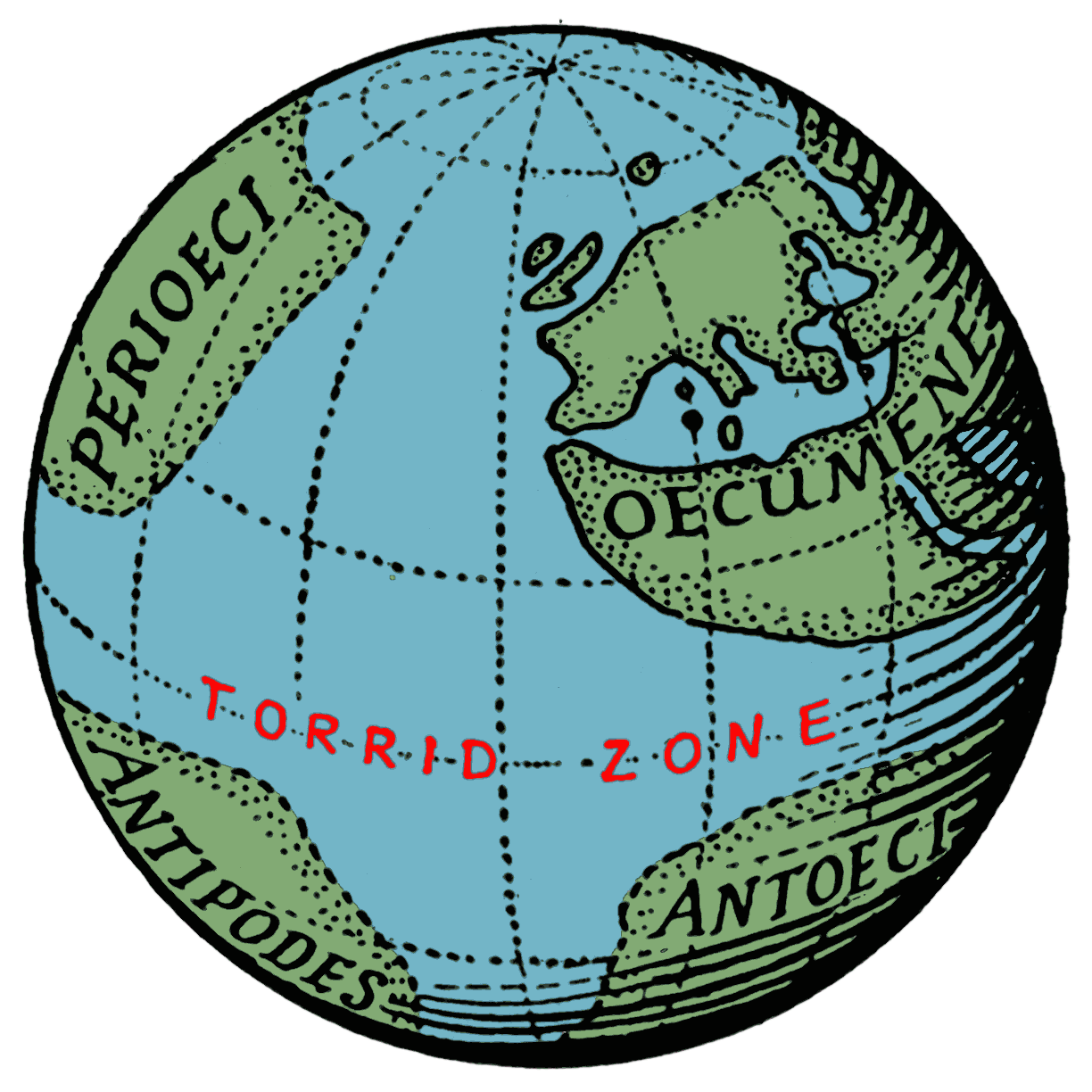
Moderna reproducción de 1921 según un mapamundi de Crates (alrededor de 150 a. C.)

En la antigua Grecia y en el Imperio Romano se crearon mapas, como el de Anaximandro (VI a. C.).
Hace 2500 años solo se había realizado el 8% de la exploración de la zona conocida. En la antigua Grecia se dividía el mundo en dos secciones principales: al este, el Mar Egeo y Asia, y al oeste, Europa,  desde el espacio basado en el esquema de los puntos cardinales.
El marino griego Piteas, que vivió en el IV a. C., fue el primero en usar el sol para determinar la latitud (la distancia al norte o al sur del ecuador) de los lugares que visitaba. En el año 310 a. C., navegó a lo largo de la costa europea desde Cádiz, España, hasta Gran Bretaña.
Piteas estableció la latitud de su nativa Massilia (la actual Marsella, que era entonces una colonia griega), lo que sirvió al geógrafo y astrónomo Claudio Ptolomeo para trazar un mapamundi en el siglo II d. C. Ptolomeo también se valió del trabajo de Marino de Tiro, un fenicio del siglo I al que se le ocurrió la idea de trazar una cuadrícula en las cartas de navegación.

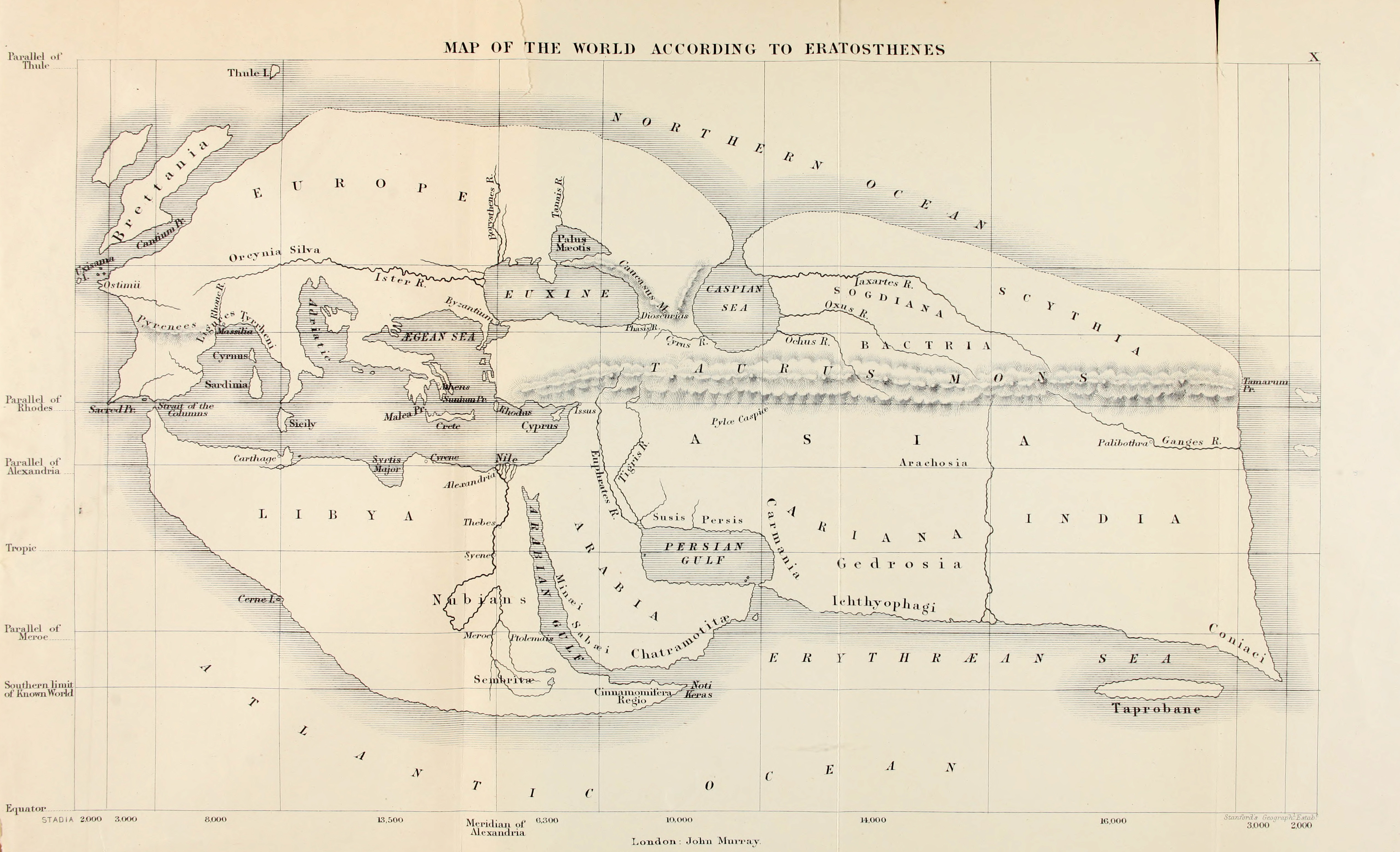
Mapa de Eratóstenes.

Aristarco de Samos (III a. C.) defendió la teoría heliocéntrica, que no fue aceptada hasta el siglo XV.
Eratóstenes (272 a. C.-192 a. C.), astrónomo griego nacido en África, argumentó el 240 a. C., en su libro  Geográfica , que la tierra es esférica, y calculó la circunferencia en 39.688 kilómetros (midiendo la distancia entre Alejandría y Siena, y el cálculo de la inclinación del sol en ambas ciudades). Fue el primero en crear un planisferio con un sistema de coordenadas con paralelos y meridianos.
Hiparco de Nicea (190 a. C.-125 a. C.) propuso la división de la Tierra en meridianos y paralelos y el establecimiento de la duración del año solar de 365 días.
Ptolomeo (100 d.C.-170 d.C.) defendió el sistema geocéntrico. Hizo un mapamundi con más de 8000 topónimos. Hizo uso de la experiencia hecha por Piteas y la obra de Marino de Tiro, un fenicio del siglo I, que había dibujado una carta de navegación con una cuadrícula. El mapamundi de Ptolomeo incluye todo el mundo conocido (el ' Ecumene ) por la sociedad occidental del momento.
Así que se empezaron a hacer mapas de rutas ( periplos ), con los nombres de los puertos, ríos y montañas., Fueron utilizados por los comerciantes. Los usaron en las conquistas militares romanas para planificar y organizar los territorios ocupados.

## Civilización china
Los más tempranos mapas conocidos que han sobrevivido en China datan del siglo IV a. C..
En 1986 se encontraron siete antiguos mapas chinos en una excavación arqueológica de una tumba del Estado Qin, en las cercanías de la ciudad de Tianshui, provincia de Gansu. Antes de este descubrimiento, los primeros mapas existentes conocidos procedían de la excavación Mawangdui de 1973, que encontró tres mapas en seda fechados en el siglo II a. C., a principios de la Dinastía Han. En el siglo IV a. C. fueron dibujados mapas del estado Qin con tinta negra en bloques de madera. Estos bloques, afortunadamente, sobrevivieron en condiciones de remojo, debidas a las filtraciones de agua subterránea en la tumba; la calidad de la madera tuvo mucho que ver con su supervivencia. Después de dos años de lentas técnicas de secado, los mapas fueron restaurados completamente.

### Primer escrito geográfico
El más antiguo escrito geográfico chino conocido se remonta al siglo V a. C., durante el periodo de los Reinos combatientes. Se trata del Gong Yu (Tributo de Yu el Grande), capítulo del libro Shujing. El libro describe las nueve provincias tradicionales, sus tipos de suelo, productos característicos, sistemas agrícolas, ríos, lagos, bienes tributarios, y los coloca en secuencia.

### Primera referencia a un mapa
La referencia más antigua a un mapa en China proviene del siglo III a. C.. Se trata del evento ocurrido en 227 a. C., cuando Qin Shi Huang, rey de Qin, recibió la visita de Jing Ke, un mercenario contratado por un príncipe rival para asesinarle. Este le presentó un mapa de la zona pintado sobre un rollo de seda, donde ocultaba una daga, con la que pretendía llevar a cabo el asesinato, cosa que no consiguió. A partir de entonces, los mapas son frecuentemente mencionados en las fuentes chinas.
En el libro  Xin Yi Xiang , publicado el 1092 por el científico Su Song, aparece una carta astronómica, mapa en proyección cilíndrica, similar a la actual proyección Mercator, sin duda inventada por separado. Al parecer, este método de cálculo existía en China antes de su aparición en Occidente. La carta astronómica representada por Su Song (de creciente importancia) es el más antiguo de los mapas impresos existentes.

## Cartografía India
Las tradiciones cartográficas de la India incluían la localización de la estrella polar y otras constelaciones conocidas. Estas cartas pueden haberse usado al comienzo de la era común con propósitos de navegación. Se hicieron también mapas detallados de considerable extensión, con descripciones detalladas de la ubicación de asentamientos, costas, ríos y montañas. En el siglo VIII, el erudito Bhavabhuti produjo unas pinturas que indican las regiones geográficas.

## Edad Media
En la Edad Media, la concepción del mundo se vio afectada por la Biblia, pero la cultura árabe recuperó la imagen de la Tierra y los cálculos de los astrónomos griegos.
Mapamundi era el término generalmente utilizado para describir los mapas del mundo europeo de la Edad Media. Sobre un Mapamundi se pueden identificar cerca de 1.100 nombres de pueblos, de los cuales 900 están en las ilustraciones de los manuscritos y otros en documentos independientes.

En los territorios cristianos la Tierra era considerada un terreno sólido, rodeado por el agua. Los mapas representaban una descripción bíblica, no la geografía. Los mapas eran muy artísticos, pero con muchos errores. La tierra era una superficie circular, con Jerusalén en el centro, una cruz simbólica en medio de un mar en forma de T, fueron los "mapas T en O". El Paraíso estaba en el este. Estos mapas no confundían a la ciudadanía, que tuvo una experiencia espacial limitada. Directamente consciente solo de su ciudad o pueblo y sus alrededores y el resto era de conocimiento indirecto.
Poco a poco se fue advirtiendo la necesidad de mapas más precisos de la zona que pertenecía a un señor feudal, pero estos mapas eran de su propiedad y no llegaban a la gente.
El geógrafo árabe Muhammad al-Idrisi desarrolló en 1154 la Tabula Rogeriana, un atlas (cartografía), que incluye el África medieval conocida, el Océano Índico y el Extremo Oriente conocido. Compilación de información de los comerciantes árabes y los exploradores, y el patrimonio de los geógrafos clásicos, creó el mapa más preciso en tres siglos.
En el siglo XIII las ciudades de Barcelona, Palma de Mallorca y Valencia fueron los focos del comercio en el Mediterráneo. Sus expediciones llegaron al Marruecos y Egipto, gracias a la invención de la brújula, lo que permitió la orientación en alta mar. Los mapas marítimos de la época o portulanos fueron una colección de dibujos a modo de atlas detallados, especialmente de las zonas litorales, lo que representa un sistema de cursos marítimos relacionados con la rosa de los vientos.
Por lo tanto, la asignación fue esencial para la gente de mar. Cresques Abraham, representante de la escuela cartográfica mallorquina del siglo XIV produjo un compendio de cartografía más importante de su tiempo.
En la Era de los Descubrimientos (siglo XV - XVII), los cartógrafos europeos copiaron los mapas antiguos (algunos datan de muchos siglos atrás) y dibujaron sus propios mapas sobre la base de las observaciones de los exploradores incluso con nuevas técnicas. La invención de la brújula y el telescopio confirieron mayor precisión a los documentos. En 1492 el cartógrafo de Nuremberg Martin Behaim construyó el primer globo terrestre: el Erdapfel.
En el siglo XV Europa conocía aproximadamente la mitad de las masas de tierra. Entonces se iniciaron las grandes expediciones para encontrar las rutas marítimas hacia la India, un paraíso para las especias y las riquezas.
Enrique el navegante, rey de Portugal empezó a descubrir las rutas de África, señalando que el Océano Índico, era un mar abierto y que África era independiente de Asia.

### La cartografía mallorquina

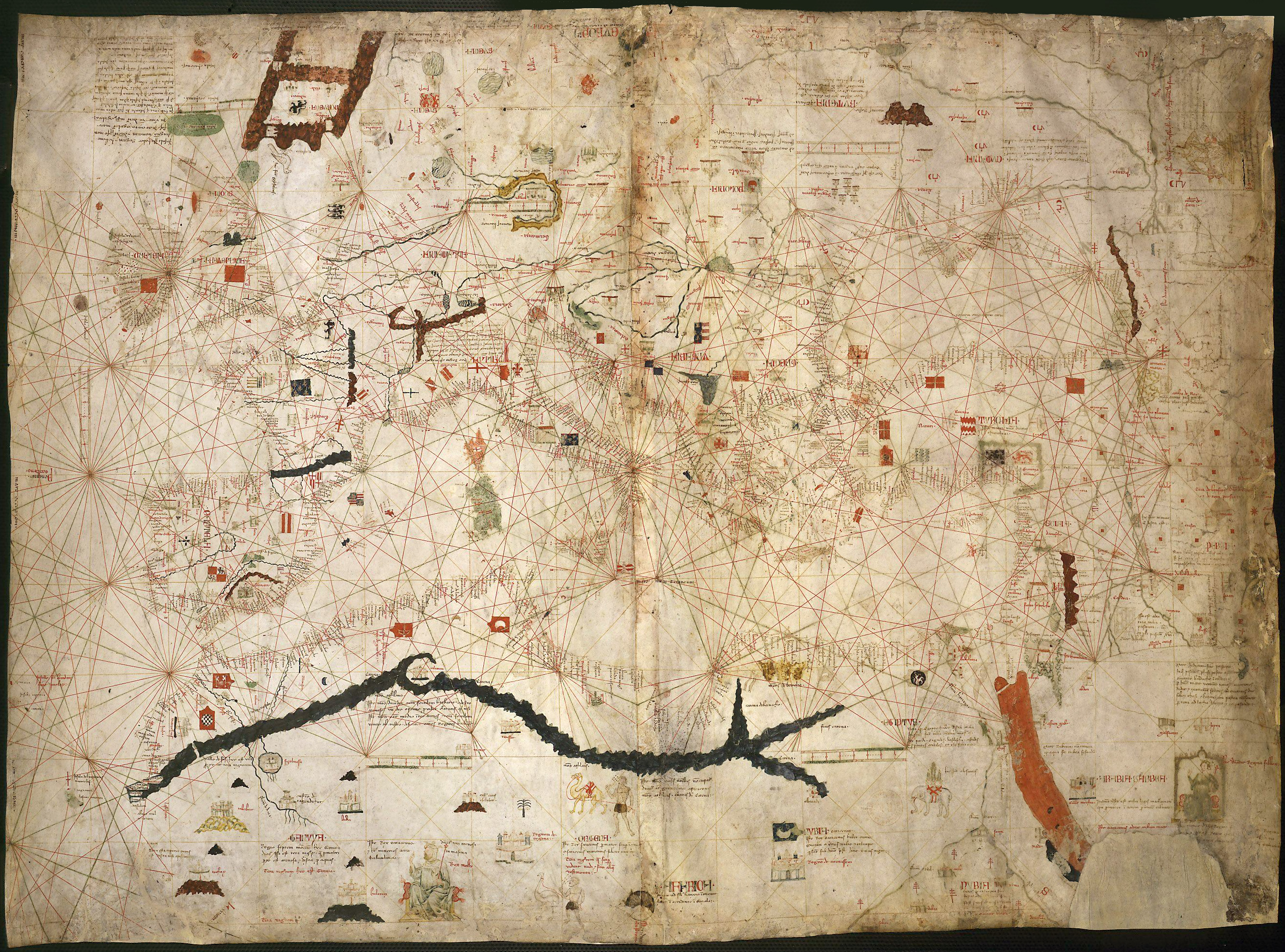
Carta náutica de Angelino Dulcert (1339).

Copia del del Atlas Catalán de 1375.

ibai esta  aquiallorquina son las cartas náutico-geográficas, todas con estilística común en la representación de ciertos accidentes y zonas geográficas. El portulano más antiguo realizado en Mallorca es el de Angelino Dulcert, está dibujado en dos piezas de pergamino manuscritas y unidas en una sola pieza que tiene unas dimensiones de 750 × 1.020 mm. Se encuentra en la Biblioteca Nacional de Francia en París.
Hay otro portulano muy similar, dibujado entre los años 1325 y 1330, que se atribuye también a Angelino Dulcert. Tiene el más puro estilo de la escuela mallorquina, y Rey Pastor demuestra que es mallorquina, aunque hay algunos que dudan si fue dibujado en Mallorca o en Génova, ya que no está especificado.
El mapa mallorquín más importante es el Atlas Catalán (1375), atribuido al judío mallorquín Cresques Abraham, de 1375, que es una de las de la colección de la Biblioteca Nacional de Francia.
En el siglo XIV destaca también la obra de Guillem Soler, que cultiva los dos estilos, la carta náutica y la náutica-geográfica. Al siglo XV corresponde la carta náutica de Gabriel Vallseca, 1439, conservada en el Museo Marítimo de Barcelona.

## Edad Moderna
Cristóbal Colón propuso la ruta hacia el oeste entre 1471 y 1485. Conocida ya en los centros académicos la esfericidad de la tierra, y murió creyendo que había llegado a Asia, siendo así que había llegado a otro continente. Con el descubrimiento de América por los europeos y el subsiguiente esfuerzo de control y división de aquellas tierras revivió el interés por los métodos científicos de la cartografía. 

### sigloXV
Entre 1405 y 1410 Jacobus Angelus tradujo al latín la Geografía de Ptolomeo, que había sido conservada por los científicos árabes. Así, reintrodujo la idea de una Tierra más pequeña que la medida por Eratóstenes. Durante la segunda mitad del siglo XV los navegantes portugueses, españoles, franceses, ingleses e italianos revelaron la existencia de nuevos territorios que fueron agregándose en los mapas.
El monje Nicolas Germanus escribe una pionera Cosmografía que añade nuevos mapas a la Geographia de Claudio Ptolomeo.
- 1485: El portugués Pedro Reinel elabora la más antigua carta náutica portuguesa firmada.
- 1492: El mercader alemán Martin Behaim diseña el más antiguo globo terráqueo que haya sobrevivido.
- 1492: El cartógrafo portugués Jorge de Aguiar elabora la más antigua carta náutica portuguesa firmada y datada.

### sigloXVI
El explorador y cartógrafo español Juan de la Cosa, embarcado con Colón, crea las primeras representaciones cartográficas conocidas que muestran ambas Américas. El máximo exponente de la época dorada de la cartografía es el flamenco Gerhard Kramer, conocido como Gerardo Mercator. Su obra fue promovida por Carlos I y Felipe II de España (Flandes desde entonces perteneció a la corona española) de nuevas rutas comerciales. En esta época los mapas eran secretos de Estado, dada su importancia geo-estratégica militar. Y España tuvo la ruta del galeón de Manila 
- 1502: Un cartógrafo portugués anónimo elabora el Planisferio de Cantino, primera carta náutica que representa implícitamente latitudes. El nombre se debe a Alberto Cantino, un agente italiano que lo llevó a Italia.
- 1504: Pedro Reinel dibuja la más antigua carta náutica con escala de latitudes.
- 1507: El geógrafo alemán Martin Waldseemüller es el primero en usar el término América.[25]
- 1519: Los cartógrafos portugueses Lopo Homem, Pedro Reinel y Jorge Reinel elaboran un grupo de mapas conocidos como Atlas Miller.
- 1527: Diego Ribero, un cartógrafo portugués al servicio de España, crea el que es considerado primer mapamundi científico, conocido como Padrón Real,[26] que muestra la extensión del Océano Pacífico, las costas americanas y la demarcación del Tratado de Tordesillas. Para ello contó con la información proporcionada por Fernando de Magallanes, Juan Sebastián Elcano, y Esteban Gómez.
- 1569: Gerardo Mercator inventa la proyección Mercator, la mejor para la navegación en aquella fecha.
- 1570: Abraham Ortelius publica el Theatrum Orbis Terrarum, considerado el primer Atlas moderno.[25]

### sigloXVII
El Observatorio de París es el centro más activo de cartografía. Fundado en 1667, su principal objetivo es elaborar el mapa topográfico detallado de Francia. También en este siglo expediciones científicas francesas llegaron a Perú y confirmaron la teoría de Isaac Newton de que la Tierra era achatada en sus polos, ya que un objeto pesa más que en el ecuador debido a la gravedad más elevada.
- 1603: El astrónomo alemán Johann Bayer publica el atlas estelar Uranometria, el primer atlas en cubrir toda la esfera celeste.
- 1608: El explorador inglés John Smith publica el primer mapa de la costa de Virginia.[27]
- 1658: El cartógrafo neerlandés Nicolaes Visscher diseña el mapa Orbis Terrarum Nova et Accuratissima Tabula, uno de los primeros mapas en considerar a América del Norte y América del Sur como continentes distintos.[28][29]
- 1670: El astrónomo italiano Giovanni Cassini comienza el primer mapa topográfico de Francia, que no se completó hasta 1789 o 1793 por su sobrino César-François Cassini de Thury.[30][31]

### sigloXVIII
Recién a mediados del siglo XVIII se confeccionó el primer mapa geométrico de Francia, conocido como mapa de Cassini, del Observatorio o de la Academia. Los levantamientos topográficos resultaron muy valiosos, pero la representación del relieve carecía de curvas de nivel. 
- 1715: Herman Moll publica uno de los más famosos mapas antiguos de Norteamérica, el Castor Map.
- 1740: El editor alemán Matías Seuter es el primero en usar la proyección de perspectiva vertical.
- 1745: El astrónomo francés Joseph-Nicolas Delisle construye la fase final de la proyección cónica equidistante.[32]
- 1763: James Cook cartografía la isla de Terranova.
- 1772: El matemático suizo Johann Heinrich Lambert inventa las proyecciones cónica conforme Lambert y azimutal equivalente Lambert.[32]

### sigloXIX
- 1805: Heinrich Albers inventa la proyección cónica equivalente,[32][33] conocida como proyección de Albers.
- 1845: Domingo Fuentes elabora la primera representación importante de São Paulo, la Carta Geométrica de São Paulo.
- 1884: El meridiano de Greenwich se convierte en la referencia internacional para los cartógrafos, o meridiano cero.

### sigloXX
En el siglo XX los mapas se hicieron más abundantes, debido a los adelantos de la impresión y la fotografía, que hicieron la producción más fácil y barata. Los aeroplanos hicieron posible fotografiar grandes áreas a la vez.
- 1919: Henry Maurer elabora la proyección equidistante de dos puntos.[32]
- 1935: Karl Siemon inventa la proyección loximutal, perfeccionada por Waldo Tobler en 1966.[32]

## Los cambios tecnológicos

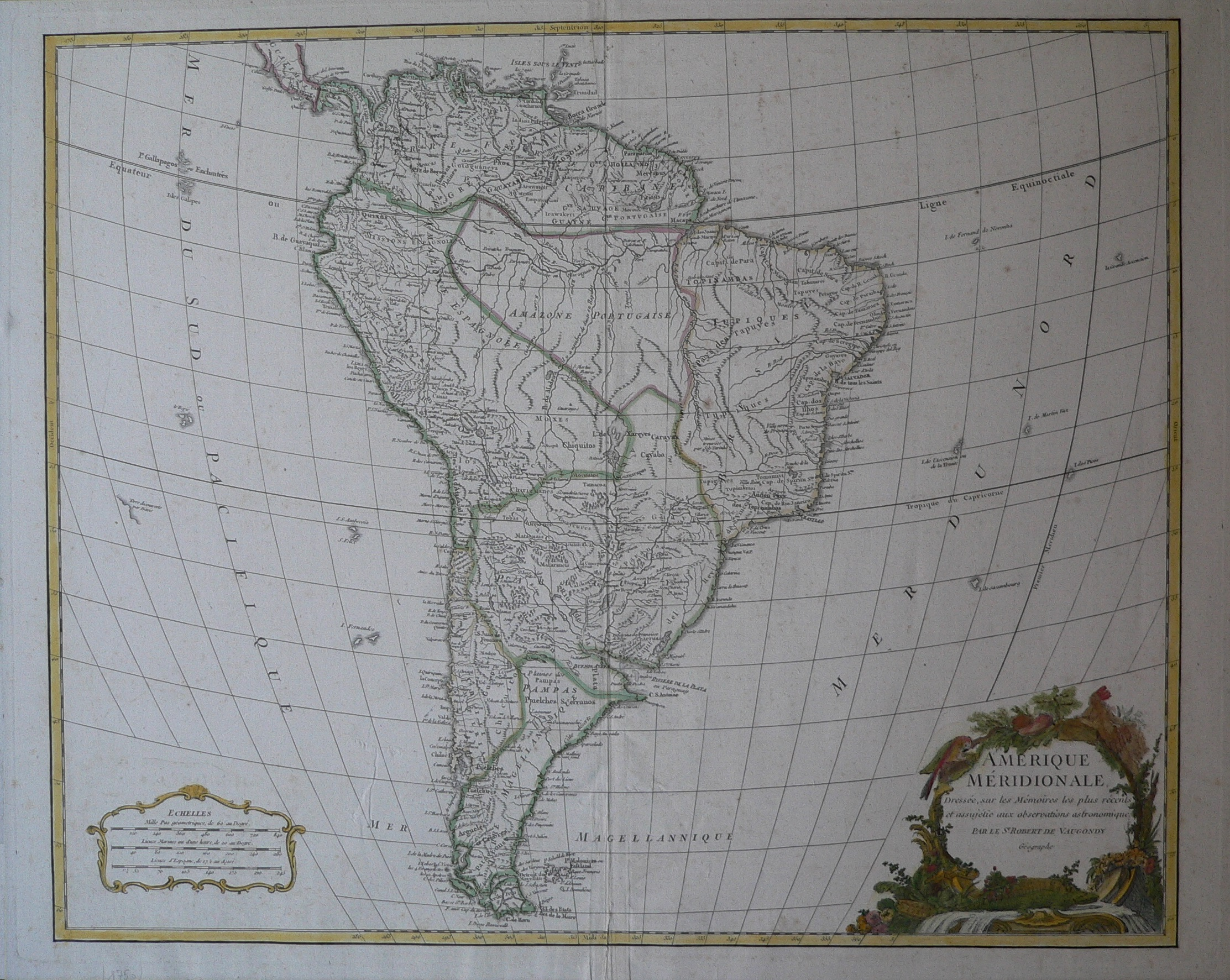
Mapa de América del Sur 1750.

Los primeros mapas fueron elaborados a mano con pluma sobre pergamino, por lo que variaban en calidad, y su distribución fue muy limitada. Por otro lado, los mapas fueron promovidos por la realeza para facilitar las conquistas militares y rutas comerciales, por lo que no siempre estaban interesados en su difusión.
La introducción de dispositivos magnéticos, como la brújula permitió la creación de mapas de diferentes escalas más precisos y más fáciles de manejar. Los avances en dispositivos mecánicos como la imprenta, el cuadrante, el sextante, el telescopio o el nonio permitió la creación de mapas más precisos y la posibilidad hacer de reproducciones más exactas.
Los avances en tecnología fotoquímica, como la litografía o los procesos fotoquímicos, facilitó la creación de mapas con gran detalle y más resistentes a la humedad y el desgaste. Esto eliminó la necesidad de hacerlos mediante grabado, y así se acortó mucho el tiempo necesario para la creación y reproducción de los mapas.
Los avances en la tecnología electrónica en el siglo XX conllevaron otra revolución en la cartografía, para facilitar la difusión y expansión en la producción de mapas. Específicamente,y los dispositivos de hardware de los ordenadores, tales como pantallas, plóters, impresoras, escáners, procesadores de imágenes, y software de base de datos. han democratizado y expandido grandemente la elaboración de mapas.
En la actualidad la mayoría de los mapas de calidad comercial se realizan mediante la aplicación de tres tipos principales de software: diseño asistido por ordenador (DAO), a Sistema de Información Geográfica (SIG) y software de iluminación. La información espacial se puede almacenar en la base de datos, de donde se puede extraer. Estas herramientas permiten hacer mapas más dinámicos e interactivos, que pueden ser modificados digitalmente.